# Мільвінь
Мільвінь (фр. Milvignes) — громада в Швейцарії в кантоні Невшатель.

## Географія
Громада розташована на відстані близько 45 км на захід від Берна, 6 км на південний захід від Невшателя.
Мільвінь має площу 8,8 км², з яких на 38,9 % дозволяється будівництво (житлове та будівництво доріг), 37 % використовуються в сільськогосподарських цілях, 23,4 % зайнято лісами, 0,8 % не є продуктивними (річки, льодовики або гори).

## Демографія
2019 року в громаді мешкало 8995 осіб (+0,5 % порівняно з 2010 роком), іноземців було 18,8 %. Густота населення становила 1024 осіб/км².
За віковим діапазоном населення розподілялося таким чином: 21,1 % — особи молодші 20 років, 57,2 % — особи у віці 20—64 років, 21,7 % — особи у віці 65 років та старші. Було 4034 помешкань (у середньому 2,2 особи в помешканні).
Із загальної кількості 2653 працюючих 110 було зайнятих в первинному секторі, 585 — в обробній промисловості, 1958 — в галузі послуг.